# Distretto di Huariaca
Il distretto di Huariaca è uno dei tredici distretti della provincia di Pasco, in Perù. Si trova nella regione di Pasco e si estende su una superficie di 133,07 chilometri quadrati.
Ha per capitale la città di Huariaca.